# Kazuhito Mochizuki
Kazuhito Mochizuki (japanisch 望月 一仁 Mochizuki Kazuhito; * 1. Dezember 1957 in der Präfektur Shizuoka) ist ein ehemaliger japanischer Fußballspieler.

## Karriere

### Spieler
Mochizuki erlernte das Fußballspielen in der Schulmannschaft der Shizuoka Motors Technical High School. Seinen ersten Vertrag unterschrieb er 1977 bei Yamaha Motors. 1982 gewann er mit dem Verein den Kaiserpokal. Für den Verein absolvierte er 80 Erstligaspiele. Ende 1986 beendete er seine Karriere als Fußballspieler.

### Trainer
2005 wurde Mochizuki bei den Ehime FC als Trainer eingestellt. Der Verein spielte in der dritthöchsten Liga des Landes, der Japan Football League. 2005 wurde er mit dem Verein Meister der Japan Football League und stieg in die J2 League auf. 2014 wurde Mochizuki Trainer von Azul Claro Numazu. 2015 wechselte er zu Vanraure Hachinohe. 2017 wechselte er zu Saurcos Fukui (heute: Fukui United FC). 2020 wechselte er zum Drittligisten Kamatamare Sanuki.

## Erfolge
Yamaha Motors
- Kaiserpokal: 1982